# Jolanta Szczypińska
Jolanta Irena Szczypińska (Słupsk, 24 de junio de 1957 – Varsovia, 8 de diciembre de 2018) fue una político polaca.

## Biografía
Después de trabajar como enfermera, fue nombrada diputado del Sejm desupés de que Wiesław Walendziak renunciara al escaño en marzo de 2004. 
En las elecciones parlamentarias de 2005 fue elegida diputada por el distrito 26 de Gdynia por el partido Ley y Justicia y reelegida en las elecciones de 2007, de 2011 y de 2015.
En 2007, tras los rumores de que estaba en una relación con el primer ministro de Polonia, Jarosław Kaczyński, la aerolínea Ryanair lanzó una campaña publicitaria que mostraba a los dos políticos bajo el titular "¿Están planeando un viaje de luna de miel?". Szczypińska emprendió acciones legales para evitar la publicación.